# Georg Adam Rehfues
Georg Adam Rehfues (* 6. Oktober 1784 in Tübingen; † 3. Februar 1858 in Bern) war ein deutsch-schweizerischer Gold- und Silberschmied.

## Leben
Der gebürtige Tübinger Rehfues kam 1803 als Geselle zu Friedrich Brugger nach Bern und eröffnete 1808 eine eigene Goldschmiedewerkstatt. Nach 1815 folgte ein rascher Ausbau der an der Aare gelegenen Werkstatt zu einer Manufaktur. Die Wasserkraft ermöglichte den Übergang zu industriellen Fertigungsmethoden. Der Betrieb beschäftigte zeitweilig mehr als 50 Personen und belieferte Kunden aus der ganzen Schweiz. Rehfues machte den Empirestil in der Schweiz mit seinen Werken salonfähig. Sein Sohn Philipp Rudolf Rehfues führte die erfolgreiche Werkstatt nach 1858 bis 1866 weiter. Ein Teil der Werkstattausrüstung, Entwürfe, Gussmodelle und Matrizen gingen danach an die Gebrüder Pochon über.

## Werke
- Historisches Museum Bern